# 时间反演信号处理
时间反演 信号处理是一项使波聚焦的技术。时间反演镜（Time Reversal Mirror,TRM）是一个采用时间反演的原理使得波聚焦的装置。 TRMs 也被称为时间反演镜阵列因为它通常由阵列形状的传感器组成，但并不一定是一个阵列。时间反演镜已经在光学领域和超声波领域应用了几十年。

## 简介
如果有一个被动的源，比如某种孤立的反射装置，有一种迭代的技术可以使得能量得以聚焦。时间反演镜使得平面波向目标传播并反射回来，反射回来的那部分信号可以看做是目标发射的弱一些的信号。然后这个TMR反演这个信号并再次发射，这一次就能得到更聚焦的信号。通过重复这个过程，这个平面波在目标上不断的聚焦程度越来越好。
另外一种方法是用单个传感器和一个遍历腔。直观上看，遍历腔就是一个可以让的一个波从一点发出通过反射可以遍及腔内任意一点的腔。比如一个形状不规则的游泳池，如果一个人跳入水中，最后整个水面的形状将不会呈现波纹的形状。忽略能量的损失，并假设水池壁是完美反射体，在任一点发射的波在无限长的时间里将会遍历水池内的任意一点。这个特性使得可以用单一传感器在任意一点采集尽可能长时间的数据来实现信息的记录。

## 原理
时间反演技术是基于波函数的特性加上时间对称得到的：已知一个波函数的表达形式，则时间反演形式（使用负时间）也是一个表达形式。 这之所以能成立是因为标准的波函数只包含偶数阶导数。一些介质是非互易的（比如损耗非常的或者噪声非常大的介质），但是很多有用的介质是可以近似认为是互易的，包括在水中和空气中传递的声波，在人体中传播的超声波 ，和在自由空间传播的电磁波。这些介质也必须同样近似是线性的。
时间反演技术可以用于匹配滤波器。如果一个delta函数是原始信号，则作为时间反演镜的传感器接收的信号就是这个频道的脉冲响应。时间反演镜使用相同的频道重新发射经过时间反演的信号，这个信号呈现非常好的自相关性。这个自相关函数会在时间原点处已经原始信号发射的空间位置产生一个峰。值得注意的是，这个信号被同时在时间和空间上聚焦了。
另外一种方式去理解时间反演实验就是TRM其实是个“频道采样器”。TRM在一定时间内测量了该频道的信号，然后用这些信息去是波重新聚集到源的位置。

## 实验
Mathias Fink是一个该领域中的领军人物，隶属于巴黎高等物理化工学院。他的团队做了数量极多有关超声TRMs的实验。其中一个有趣的实验 使用了单源传感器，一个 96个单元阵列的TRM和2000个薄铁棒放在源和传感器阵列中间。在有铁质散射和无散射的情况下，源发射1微妙的脉冲信号。 光源被从时间和空间尺度测量，有趣的是，有了散射物体以后空间的聚焦提高到了原来的六分之一。另外，聚焦的空间尺度也小于TMR和散射物体的衍射极限。 这可能是因为散射物体增加了喇叭阵列的有效宽度。即使散射物体被稍稍移动了一些（相对于波长来说），聚焦仍然很好。这说明了时间反演技术在表面变化的介质中的强大潜力。

另外，来自卡内基梅隆大学的José M. F. Moura领导的团队也在试图将时间反演的原理推广到电磁波上，并且他们成功的突破了瑞利散射极限，证明了时间反演技术的有效性。他们的研究集中在雷达系统，并且正在试图在高度混乱的环境中探测和成像，在这里时间反演技术发挥了巨大而不可替代的作用。

## 应用
时间反演信号处理的美在于不需要知道任何频道的细节。发出的波经过频道的步骤就已经有效的测量了这些信息。然后重新回传使用了测量的信息使得信号聚焦。并不需要解波动方程来优化这个系统，只需要只到介质是互易性的。因此时间反演也适用于非均匀介质。
时间反演信号处理的一个吸引人的概念是可以将其应用在多通道传播上。很多无线通讯系统必须要做补偿和修正，因为多通道效应（multipath effects）的影响。然而时间反演技术已经使用了多通道，因此可以避免这些问题。
Fink 构想了一种基于遍历腔构造的密码学的应用。 关键在于使用了两个传感器，一个传感器发射信号，另外一个接受经过遍历过程以后的信号。虽然接受的信号看起来就像噪声，但是包含了原始信号的全部信息。当把这些信号进行时间反演并再次输入遍历腔时，信号就会被还原。只要重新输入信号的位置是正确的，原来的信号输入位置就是还原信号的输出位置。如果位置有偏差，那么还原的信号只能是噪声。